# Hypercodia umbrimedia
Hypercodia umbrimedia là một loài bướm đêm trong họ Noctuidae.